# Юй Хесінь
Юй Хесінь (1 січня 1996) — китайський плавець.
Олімпійський юнацький чемпіон 2014 року.
Переможець Азійських ігор 2014, 2018 років.